# Rafael Casero
Rafael Casero Moreno (Valencia, 9 oktober 1976) is een voormalig Spaans wielrenner. Hij is een jongere broer van Angel Casero.

## Belangrijkste overwinningen
2003
- 2e etappe Ronde van Valencia

## Resultaten in voornaamste wedstrijden
| Jaar | Ronde van Italië | Ronde van Frankrijk | Ronde van Spanje |
| 2000 |                  |                     | 119e             |
| 2001 |                  |                     | 123e             |
| 2002 |                  |                     | 40e              |
| 2003 |                  |                     | 86e              |
| 2004 |                  |                     | 75e              |
| 2005 |                  |                     | 51e              |

| Jaar | Milaan-San Remo |
| ---- | --------------- |
| 2000 |                 |
| 2001 | 173e            |
| 2002 |                 |
| 2003 |                 |
| 2004 | 48e             |
| 2005 |                 |